# Roberto Correa
Roberto Antonio Correa Silva, meglio noto come Roberto Correa (Badajoz, 20 settembre 1992), è un calciatore spagnolo, difensore del Racing Ferrol.